# قلعه ایزوشی

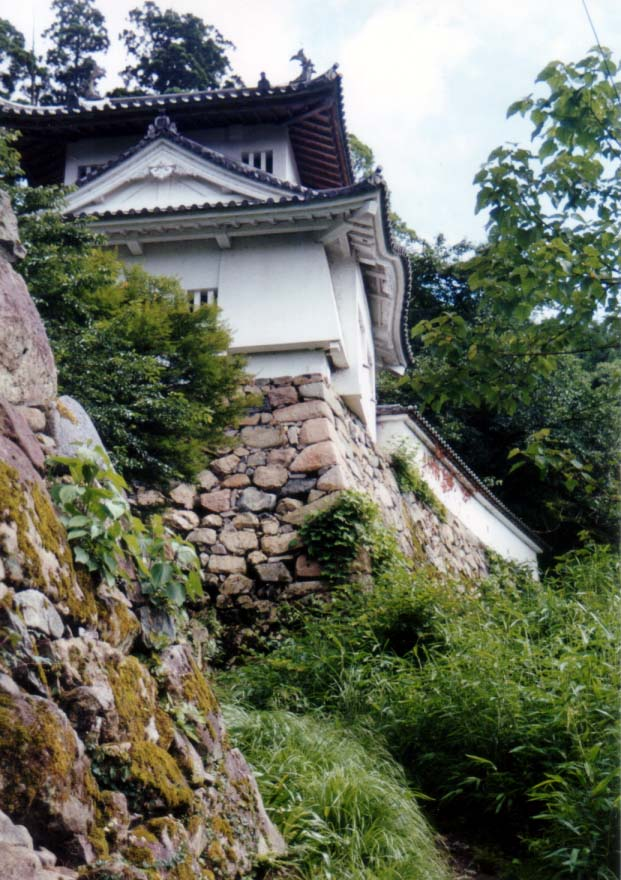

قلعه ایزوشی (به ژاپنی: 出石城, Izushi-jō)، یک قلعه ژاپنی در ایزوشی، هیوگو در استان هیوگو در ژاپن است.